# Guillermo Brunetta
Ne doit pas être confondu avec Juan Brunetta.
Juan Guillermo Brunetta (né le 25 août 1975) est un coureur cycliste argentin. Il participe à des épreuves sur route et sur piste.

## Palmarès sur route

### Par année
- 2000
  - 5e étape du Tour d'Argentine
- 2001
  -  Champion d'Argentine sur route
  - 2e de la Doble Bragado
- 2002
  - 8eb étape du Tour du Chili (contre-la-montre)
  - 6ea étape de la Doble Bragado (contre-la-montre)
  - 2e du Tour de San Juan
- 2003
  -  Champion d'Argentine du contre-la-montre
  - Giro del Sol San Juan
  - Mendoza-San Juan
- 2004
  -  Champion d'Argentine du contre-la-montre
  - 4e étape du Tour de San Juan
- 2005
  - Giro del Sol San Juan
- 2006
  - Prologue et 9e étape de la Rutas de América
  - 8e étape du Tour d'Uruguay (contre-la-montre)
  - 3e du Tour d'Uruguay
- 2007
  -  Champion d'Argentine du contre-la-montre
  - 8eb étape de la Rutas de América (contre-la-montre)
- 2008
  - 8e étape du Tour de San Juan
  - 6ea étape de la Doble Bragado (contre-la-montre)
  - 2e de la Doble Bragado
- 2010
  - 3e étape du Giro del Sol San Juan (contre-la-montre)
- 2012
  - 7ea étape de la Doble Bragado (contre-la-montre)
  - 2e de la Doble Bragado
- 2015
  - 2e de la Doble Bragado

### Classements mondiaux
| Année            | 2005 | 2006 | 2007 |
| ---------------- | ---- | ---- | ---- |
| UCI America Tour | 122e |      | 165e |

## Palmarès sur piste

### Jeux panaméricains
- Saint-Domingue 2003
  -  Médaillé d'argent de la poursuite par équipes

### Championnats panaméricains
- Bucaramanga 2000
  -  Médaillé d'argent de la poursuite
  -  Médaillé de bronze de la poursuite par équipes
- Medellín 2001
  -  Médaillé d'argent de la poursuite
  -  Médaillé d'argent de la poursuite par équipes
- Caieiras 2006
  -  Médaillé d'argent de la poursuite par équipes

### Championnats d'Argentine
- 2002
  -  Champion d'Argentine de poursuite
- 2003
  -  Champion d'Argentine de poursuite
- 2004
  -  Champion d'Argentine de poursuite
- 2005
  -  Champion d'Argentine de poursuite
  -  Champion d'Argentine de l'américaine